# Messaline (groupe)
Pour les articles homonymes, voir Messaline (homonymie).
Messaline est un groupe de hard rock et heavy metal français, originaire de Bourg-en-Bresse, en Rhône-Alpes.

## Biographie

### Débuts (1994–2003)
Le groupe est formé en 1994 sous le nom d'Absurd. 
Absurd compte, durant son existence, un mini-album, Saynète et logique publié en 1998, ainsi que deux albums : Pour un oui, pour un nom en 2001 chez Adipocere Records, et Dernières sommations en 2003 chez Brennus. Des premières parties pour des groupes aussi différents que Porcupine Tree, Ange ou Hellsuckers avaient été assurées à l’époque).
C’est en octobre 2003 que trois ex-Absurd, Eric « Chattos » Martelat (chant et textes), Mickäel Colignon (guitares) et JC Zurun (basse) décident de fonder Messaline, rejoints par le batteur Stéphane Cordovado. Les deux premières répétitions du groupe (nommé alors Sardanapale) se font à La Tannerie de Bourg-en-Bresse avec l’adjonction d’un deuxième guitariste. L’essai n’est pas concluant et c’est donc à quatre sous le nom de Messaline que l’aventure commence.
Le chanteur Éric Martelat explique le patronyme « Messaline » dans une interview au magazine Crossroads : « Je trouvais drôle d’associer un prénom féminin, doux avec une musique hard rock et un groupe de mecs ! Une « Messaline » dans le langage populaire est une débauchée, une traînée... Ce mot vient des mœurs libérées de l’impératrice romaine Messaline qui organisait des partouzes quand l’empereur Claude n’était pas au palais et qui se tapait tous ses esclaves… Ce côté sulfureux sied à ravir à un groupe de rock’n’roll, non ? C’est une belle histoire, on est passé de la Rome antique au romantique ! J’ai tilté lorsque je me suis souvenu d’une affiche que je voyais sur un panneau quand, gamin, j’allais à l’école, c’était le film Messaline, impératrice et putain (de Sergio Corbucci sorti en 1977), cette affiche m’avait marqué, un titre de film avec un gros mot, ! »

### Guerres pudiques(2004–2008)
Fin 2004, c’est le premier concert au festival Beast in Bresse aux côtés entre autres de Malédiction. L’année 2005 voit le groupe enchaîner des dates avec des groupes hexagonaux comme Furia, Wild West, Dyslesia, Finky Pie, Thorgen, Salhem, Rest In Peace, Acetylene, et XXL. Une démo cinq titres, Des mots (épuisée), est distribuée gratuitement aux fans après les concerts. Messaline participe à l’album Les fils des loups, un album-hommage au groupe Killers, vétéran de la scène hexagonale. Le morceau choisi et enregistré est French paradoxe. Éric Martelat, de son côté, sera invité plusieurs fois à chanter Les cailles au fenouil avec son ami Christian Décamps ; soit durant les one-man show de Christian Décamps soit en rappel de Ange comme en 2005 au Havre, ou 2006 à Bergerac.
Fin 2005, le groupe publie son premier album studio, Guerres pudiques,. La presse hard rock et rock souligne le côté original du groupe, ses textes « drôles et intelligents en français », ses « rythmiques de plombs » et ses « riffs en acier. » L'album comprend notamment Les cailles au fenouil, titre écrit et composé spécialement pour le groupe par Christian Décamps (Ange). En passant, Messaline sera le premier groupe de hard rock français à être chroniqué dans l’hebdomadaire people Voici. Les années suivantes, Messaline partagera l’affiche avec notamment Revenge, Darknation, Stereoxyde, Style Trip, Hysteresy, Son of Secrets, et Sarro.

### In Cauda Venenum(2009)
En 2009 sort le nouvel album du groupe, In Cauda Venenum, au label Ravachol, qui reste dans la même lignée que le premier opus. L’album est enregistré et mixé au studio Sonovore de Mâcon par Didier Boyat (qui s’était déjà occupé du premier CD) et masterisé à L’Autre Studio par Jean-Pierre Bouquet. La sortie s’accompagne d’un concert avec les vétérans de Blasphème et Killers. D’autres dates suivent avec Ange, ainsi qu'un festival au Transbordeur de Lyon avec entre autres Adagio, Eths, Dagoba, Koritni. L'album est bien accueilli par la presse spécialisée, notamment par Rock Hard[réf. nécessaire], Hard Rock Mag, VS-Webzine, et Guitarist Mag (mars 2010) où il est certifié « disque du mois ».

### Eviscérer les Dieux - Illusions Barbares (2010 - 2017)
La fin d’année 2010 est chaotique pour le groupe puisque le batteur Stéphane et le bassiste Jean-Charles décident de quitter le groupe. Le début 2011 est plus réjouissant pour les deux membres fondateurs, Éric et Mickaël, puisqu’ils trouveront leur nouvelle section rythmique : John Bailly derrière les fûts, et Jaimé Gonzalez à la basse. Le nouveau line-up se présente sur scène le 9 juin 2011 dans un café-concert de l’Ain. Ce concert-live est retransmis en direct sur Internet. Messaline nouvelle génération retrouve le festival Metal d’Attignat le 3 septembre avec Vulcain, ainsi que Blasphème le 19 novembre 2011 à la M.J.C de Bourg-en-Bresse. 
Un nouvel album sort en 2012. Cet album, intitulé Éviscérer les Dieux, est finalement publié en février 2013 chez Brennus Music. En mai 2015 sort le nouvel album du groupe, Illusions barbares. Les turbulences vont continuer...

### Nouvelle formation et nouvelle ère (2018)
Période d'incertitude fin 2017 pour Jaime Gonzalez, Eric Martelat et sa Messaline. Limogeage de Jimmy Cerullo et surtout le départ du collaborateur/compositeur historique Michael Colignon qui jette l'éponge fin 2017. 
Eric approche deux musiciens chevronnés : Alain Blanc (dit La Bête), batteur renommé qui a joué dans Dream Child (historique premier groupe français de métal signé à l'international) et Mathieu Gilbert un complice de projets parallèles à la guitare (notamment un groupe de reprises de Black Sabbath qui a fait la première partie de Paul Di'Anno, et un autre en acoustique de HF Thiéfaine). A peine un mois après sa première répétition le groupe fait sa première apparition live en ouverture de Ange au Ninkasi Kao à Lyon. Il met littéralement le feu avec des anciens morceaux interprétés de façon beaucoup plus directe. Ce premier concert de la nouvelle formation est enregistré en multipistes, et sera publié (sans overdubs) en Face B de l'Autel des Possédés (2019). Sur la face A du même album, de nouvelles compositions en studio, dont une relecture d'un ancien morceau. Cet album mixte marque la transition entre les deux dernières formations, et apporte un son plus rock au groupe. Le groupe a ensuite enchainé de nombreuses dates, entre autres en première partie de Galaad, Trust et bien évidemment Ange.
Le groupe travaille actuellement sur son nouveau long format Vieux Démons à paraitre début 2021, et l'annonce comme un hommage au Hard Rock Old School. 

## Membres

### Membres actuels
- Éric « Chattos » Martelat – chant (depuis 2003)[1]
- Mathieu  Gilbert – guitare, chœurs (depuis 2018)[1]
- Jaimé Gonzalez – basse (depuis 2011)[1]
- Alain Blanc - batterie (depuis 2018)[1]

### Anciens membres
- Stéphane Cordovado – batterie (2003-2011)[1]
- Jean-Charles Zurun – basse (2003-2011)[1]
- John Bailly – batterie (2011-2015)[1]
- Jimmy Cerrulo -batterie (2015-2017)
- Mickäel Colignon - guitare, chœurs (2003-2017)

## Discographie

### Albums studio
- 2005 : Guerres pudiques
- 2009 : In Cauda Venenum
- 2013 : Éviscérer les Dieux
- 2015 : Illusions barbares
- 2018 : L'autel des possédés (vinyl) -  L' hôtel des possédés (digipack)
- 2022 : Vieux Demons

### Autres
- 2004 : Des mots (démo)
- 2005 : Les fils des loups (tribute album à Killers, titre French paradoxe, Brennus records)
- 2006 : Collages (compilation fan club de Ange, titre Pour un rien, UPDLM)